# Cephalobyrrhinus brevis
Cephalobyrrhinus brevis is een keversoort uit de familie dwergpilkevers (Limnichidae). De wetenschappelijke naam van de soort werd in 1986 gepubliceerd door David P. Wooldridge.